# Billy Brown
Billy Brown (30 de outubro de 1970), é um ator americano mais conhecido por seus papéis principais como Richard 'Death Row' Reynolds na série de drama esportivo da FX, Lights Out (2011), Archer Petit na série dramática da CBS, Hostages (2013–14) e Detetive Nate Lahey na série de drama jurídico da ABC, How to Get Away with Murder (2014-20). Ele também é conhecido por seus papéis coadjuvantes como Detetive Mike Anderson na sexta e sétime temporada da série de suspense policial da Showtime, Dexter (2011-12), e August Marks na quinta, sexta e sétima temporada da série de drama policial de ação da FX, Sons of Anarchy (2012–14).

## Vida
Brown nasceu e foi criado em Inglewood, Califórnia.

## Carreira
Ele é conhecido por seu papel como detetive Mike Anderson em Dexter da Showtime de 2011 a 2012. Anteriormente, ele estrelou como o boxeador Richard "Death Row" Reynolds na curta série Lights Out da FX. Em 2012, ele conseguiu o papel recorrente de August Marks na quinta e sexta temporada de Sons of Anarchy. Ele também forneceu a segunda voz de Cliffjumper na série animada de Transformers: Prime. Em 2013, ele interpretou o agente Troy Riley na primeira temporada de The Following.
Brown estrelou ao lado de Toni Collette na série dramática da CBS Hostages de 2013-14. Em 2014, ele foi escalado ao lado de Viola Davis no drama da ABC How to Get Away with Murder, produzido por Shonda Rhimes.
Em 2018, Brown foi escalado para seu primeiro papel principal no thriller Proud Mary, da Screen Gems, ao lado de Taraji P. Henson.
Brown também dá voz a comerciais de recrutamento para o Corpo de Fuzileiros Navais dos Estados Unidos.

## Filmografia

### Filmes
| Ano  | Título                                      | Papel                     | Notas                |
| ---- | ------------------------------------------- | ------------------------- | -------------------- |
| 1993 | Geronimo: An American Legend                | Nativo Americano          |                      |
| 1993 | Dreamrider                                  | Menino em Boston          |                      |
| 1997 | The Beautician and the Beast                | Bombeiro                  |                      |
| 1997 | The Lost World: Jurassic Park               | Trabalhador da InGen      |                      |
| 2001 | Second Coming                               | —                         |                      |
| 2002 | The Wild Thornberrys Movie                  | Rhino                     | Voz                  |
| 2004 | Starship Troopers 2: Hero of the Federation | Private Ottis Brick       | Filme para televisão |
| 2005 | House of the Dead 2                         | Griffin                   |                      |
| 2008 | I Am Bubba                                  | Bubba                     | Curta metragem       |
| 2008 | Cloverfield                                 | Staff Sgt. Pryce          |                      |
| 2008 | Lakeview Terrace                            | Vigia                     |                      |
| 2009 | Race to Witch Mountain                      | Mr. Carson                |                      |
| 2009 | Star Trek                                   | Med Evac Pilot            |                      |
| 2018 | Proud Mary                                  | Tom Spencer               |                      |
| 2018 | Suicide Squad: Hell to Pay                  | Ben Turner / Bronze Tiger | Voz                  |
| 2020 | Working Man                                 | Walter Brewer             |                      |

### Televisão
| Ano        | Título                            | Papel                                           | Notas                                        |
| ---------- | --------------------------------- | ----------------------------------------------- | -------------------------------------------- |
| 2000–03    | As Told by Ginger                 | Mr. Patterson / Delivery Guy                    | 4 episódios                                  |
| 2004       | CSI: NY                           | George Thomas                                   | episódio: "Grand Master"                     |
| 2004; 2010 | NCIS                              | Chief Petty Officer Velat / Business Pedestrian | Episódios: "Heart Break" / "Unfriendly Chat" |
| 2005       | Cold Case                         | Donald Williams                                 | episódio: "Strange Fruit"                    |
| 2005–06    | E-Ring                            | MSgt. Meeks                                     | 3 episódios                                  |
| 2007       | Criminal Minds                    | Det. Ware                                       | episódio: "Fear and Loathing"                |
| 2007       | Backyards & Bullets               | Craig Winslow                                   | Unsold TV pilot                              |
| 2007–08    | Dirt                              | Tweety McDaniel                                 | 3 episódios                                  |
| 2009       | Southland                         | Talib                                           | 2 episódios                                  |
| 2009       | Californication                   | Marcy's Date                                    | episódio: "The Land of Rape and Honey"       |
| 2011       | Reconstruction                    | Sam                                             | Unsold TV pilot                              |
| 2011       | Lights Out                        | Richard 'Death Row' Reynolds                    | 11 episódios                                 |
| 2012       | Law & Order: Special Victims Unit | Joe Marshall                                    | episódio: "Official Story"                   |
| 2011–12    | Dexter                            | Det. Mike Anderson                              | 11 episódios                                 |
| 2012       | Transformers: Prime               | Cliffjumper                                     | episódio: "Out of the Past"                  |
| 2013       | The Following                     | Troy Riley                                      | 3 episódios                                  |
| 2012–14    | Sons of Anarchy                   | August Marks                                    | 14 episódios                                 |
| 2012–14    | Hostages                          | Archer Petit                                    | 15 episódios                                 |
| 2014       | Legends                           | Robert McCombs                                  | episódio: "Rogue"                            |
| 2014–20    | How to Get Away with Murder       | Detetive Nate Lahey                             | 90 episódios                                 |
| 2015       | Adventure Time                    | The Vampire King                                | 3 episódios                                  |
| 2023       | Adventure Time: Fionna and Cake   | The Vampire King                                | episódio: "The Star"                         |

### Video games
| Ano  | Título                                   | Papel          | Notas           |
| ---- | ---------------------------------------- | -------------- | --------------- |
| 2000 | Jet Set Radio                            | DJ Professor K |                 |
| 2002 | Jet Set Radio Future                     | DJ Professor K |                 |
| 2004 | Hot Shots Golf Fore!                     | T-Bone         |                 |
| 2004 | Star Wars: Knights of the Old Republic 2 | Zez-Kai Ell    |                 |
| 2007 | Command & Conquer 3: Tiberium Wars       | Nod Announcer  |                 |
| 2012 | Sonic & All-Stars Racing Transformed     | DJ Professor K | Archive footage |
| 2018 | SEGA Heroes                              | DJ Professor K | Archive footage |

## Prémios
| Ano  | Associação                 | Categoria                                                | Trabalho nomeado | Resultado |
| ---- | -------------------------- | -------------------------------------------------------- | ---------------- | --------- |
| 2012 | Screen Actors Guild Awards | Outstanding Performance by an Ensemble in a Drama Series | Dexter           | Indicado  |